# Wilfried Martens
Wilfried Martens (Sleidinge, 19 de abril de 1936-Lokeren, 10 de octubre de 2013) fue un político belga.

## Biografía

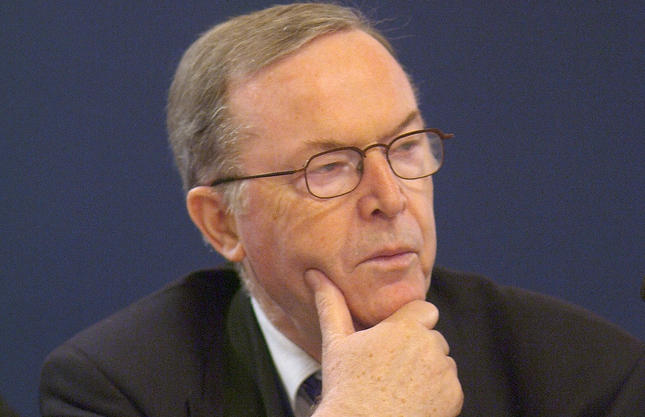
Wilfried Martens en 2005.

Nació el 19 de abril de 1936 en Sleidinge.
Fue primer ministro de Bélgica en dos ocasiones, entre el 3 de abril de 1979 y el 6 de abril de 1981 y entre el 17 de diciembre de ese año y el 7 de marzo de 1992. En 2008 el rey Alberto II le encargó la búsqueda de un nuevo primer ministro tras la renuncia de Yves Leterme.
Miembro del Partido Cristiano Demócrata y Flamenco, ocupó el cargo de presidente del Partido Popular Europeo desde 1990 hasta dos días antes de su fallecimiento, que se produjo el 9 de octubre de 2013 en Lokeren.
En 1998 recibió el ‘Premio Europeo Carlos V’, otorgado por la Fundación Yuste. El jurado le otorgó el premio  «como reconocimiento a su labor en el Parlamento Europeo en un periodo difícil de la construcción europea marcado notablemente por la crisis económica así como por las dudas en términos de avance significativo de procesos de integración y por su compromiso político con la idea europea dentro del proceso de construcción de la Unión Europea».